# Koreai kanalasgém
A koreai kanalasgém (Platalea minor) a madarak (Aves) osztályának a gödényalakúak (Pelecaniformes) rendjébe, ezen belül az íbiszfélék (Threskiornithidae) családjába és a kanalasgémformák (Plataleinae) alcsaládjába tartozó faj.
Nevüket csőrük kanálszerűen kiszélesedő végéről kapták. Neve szerint gém, de nem az ő rokonuk, hanem íbiszfélékhez tartozik.

## Előfordulása
Ázsia keleti területén honos, előfordul Kínában, a Koreai-félszigeten és Japánban is.

## Megjelenése
Felborzolható tollbóbitája van, tollazata piszkosfehér, csőre és lába fekete. Nagyon hasonlít a Magyarországon is élő kanalasgémre (Platalea leucorodia).

## Életmódja
A sekély vízben csőrének kaszáló mozgásával fogja meg halakból, rovarlárvákból és férgekből álló táplálékát.